# Rijksbeschermd gezicht Urmond

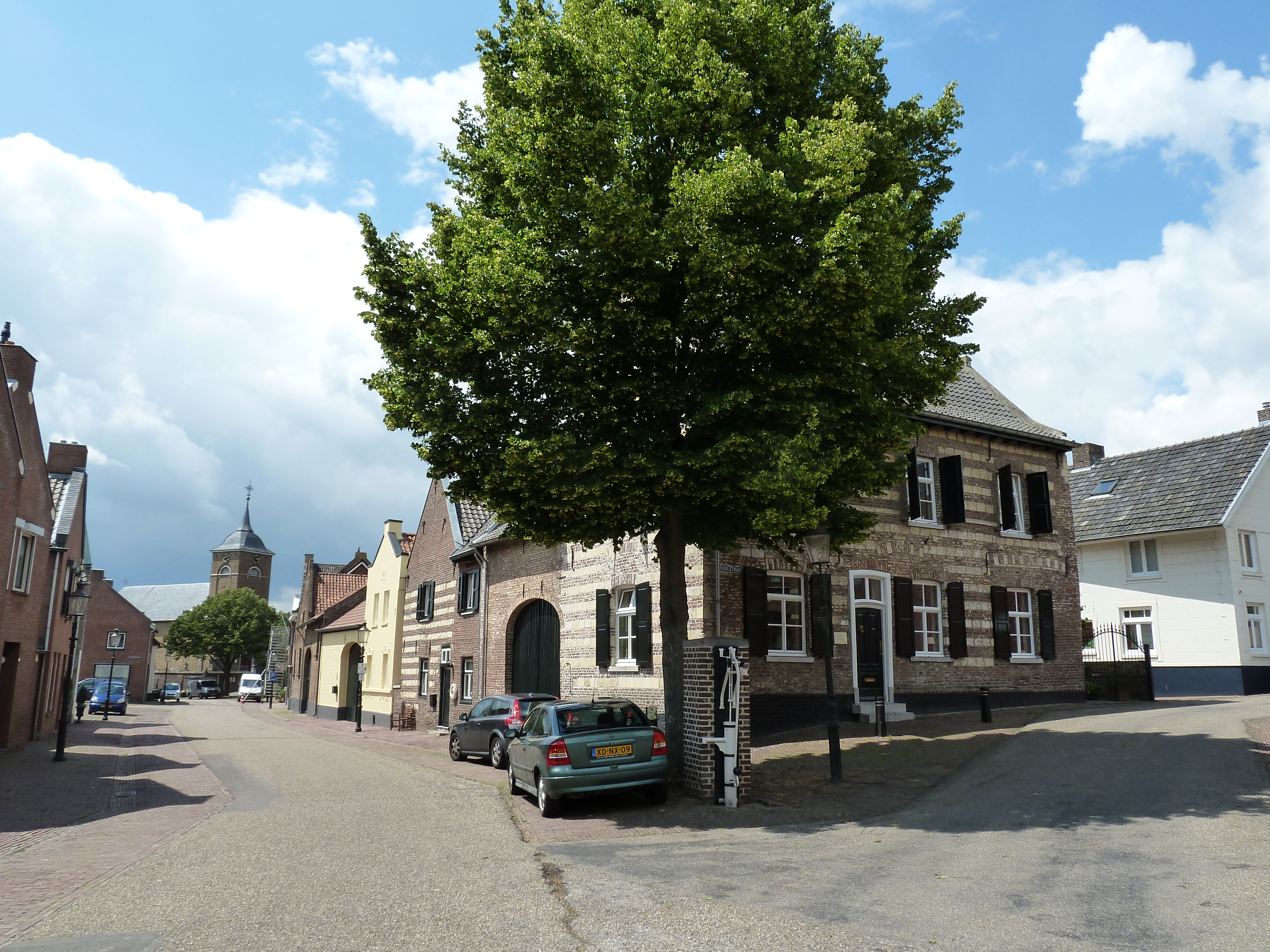
Beschermd dorpsgezicht Urmond: splitsing Grotestraat-Hoolstraat

Het rijksbeschermd gezicht Urmond is een van rijkswege beschermd dorpsgezicht in de wijk Oud-Urmond van het dorp Urmond in de Nederlands-Limburgse gemeente Stein.

## Beschrijving gebied
Het beschermde dorpsgezicht omvat het dorpscentrum van Urmond, eigenlijk een oud middeleeuws stadje, dat omstreeks 1300 stadsrechten verkreeg. Van de aarden wallen met rondelen en de mergelstenen stadspoorten is niets meer over; de poorten werden in de 19e eeuw gesloopt en een deel van de wal verdween bij de aanleg van het Julianakanaal. De opkomst van Urmond hield verband met de scheepvaart op de Maas. Een oude rivierarm groeide uit tot haven met een laad- en loskade, waaraan de tegenwoordige straat De Bath zijn naam ontleent.
De oudste bebouwing bestaat uit de lintbebouwing langs de Grotestraat, die later op bescheiden schaal naar de zijde van de haven werd uitgebreid, zodat naast de hogergelegen kern een "benedenstadje" ontstond. Hier werd het Tolhuis gebouwd en bouwde de reder Bauduin aan het eind van de 18e eeuw een groot huis. De bloeitijd liep toen al ten einde, mede als gevolg van de slechter wordende bevaarbaarheid van de rivier. Een eeuw later had de haven haar betekenis verloren en werd het redershuis tot klooster ingericht. De ondergang van de benedenstad voltrok zich nadat de haven door afdamming verdween en de voornaamste bebouwing omstreeks 1955 in verband met mijnschade werd gesloopt.
Ondanks deze verliezen en de nieuwbouw nabij de voormalige poorten in de bovenstad heeft Urmond het historische karakter in het dorpscentrum weten te bewaren. Hoewel de oorspronkelijke gotische kerk is verdwenen, past de in 1791 gebouwde neoclassicistische Terpkerk en de iets later gebouwde toren met ingesnoerde spits goed bij de omgeving. De ligging van de kerk op een terras aan de rivierzijde van de lintbebouwing, is het indrukwekkendst vanaf de voormalige havenbuurt, waar het kerkhofterras van een zware keermuur is voorzien. Aan de noordkant wordt het verschil tussen hoog en laag geaccentueerd door een gebogen trappensteegje tussen de laatste panden van de benedenstad.
Rondom de kerk liggen verscheidene rijksmonumenten. Het belangrijkste hiervan is het vroeg-17e-eeuwse Schippershuis (Grotestraat 20) met een in- en uitzwenkende topgevel. Met de panden Grotestraat 22-24 en Kloosterstraat 4 vormt het Schippershuis een schilderachtige geheel aan de noordzijde van het pleintje bij de kerk. Ook verderop in de Grotestraat liggen beschermde monumenten (nrs 8, 12, 18 en 35-55, en bij de kruising met de Maasstraat en de Kloosterstraat), waarbij het totaalbeeld wordt bepaald door de schaal, het ritme en het materiaalgebruik van de bebouwing, die ondanks enkele verminkingen in wezen nog gaaf is. Op grond hiervan komt de omgeving van de Terpkerk tezamen met die van de uit 1685 stammende Hervormde kerk en een restant van de vroegere vestingwerken nabij het Kloosterpad in aanmerking voor aanwijzing tot beschermd dorpsgezicht krachtens artikel 20 van de Monumentenwet.

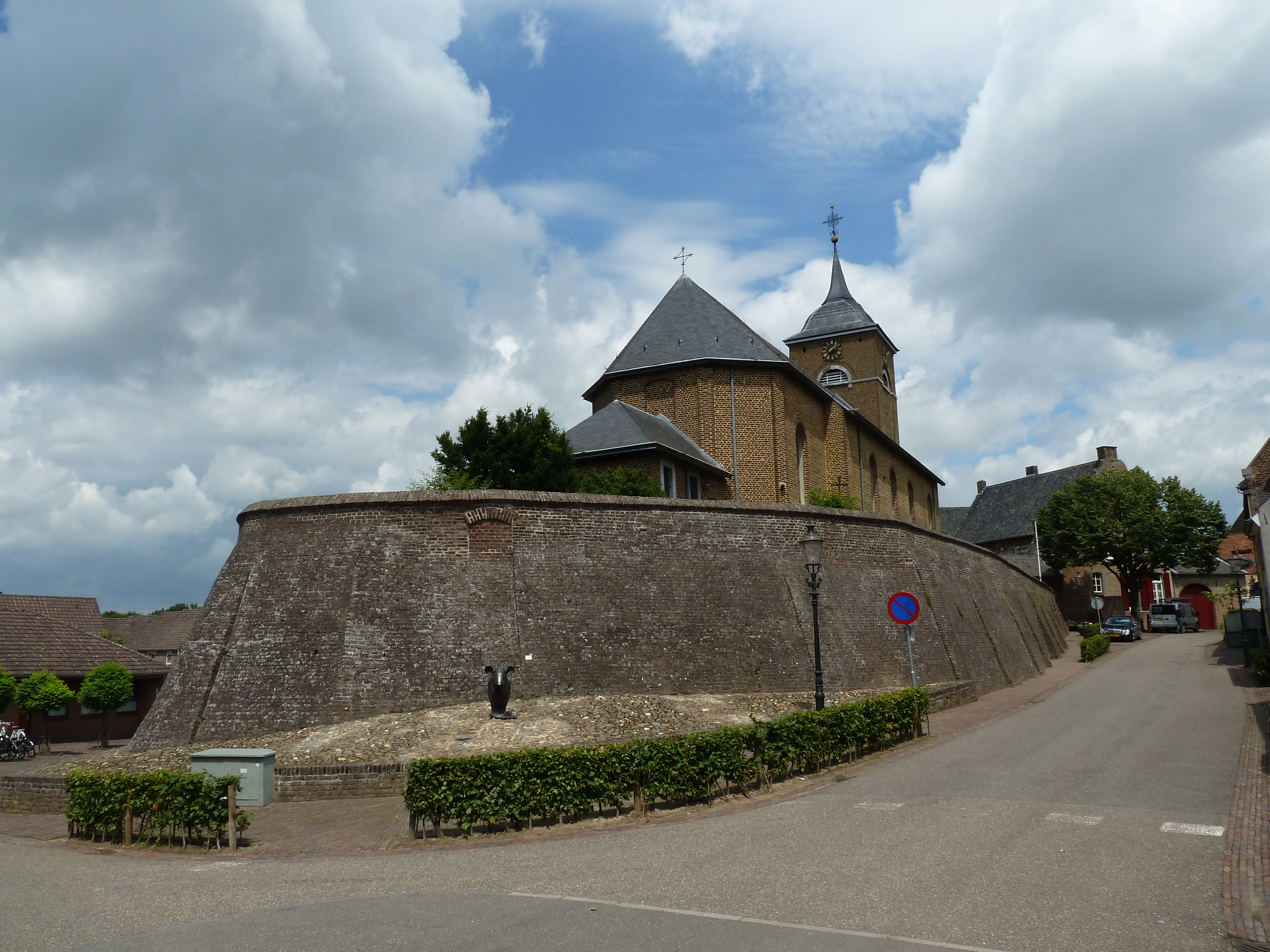
Terpkerk
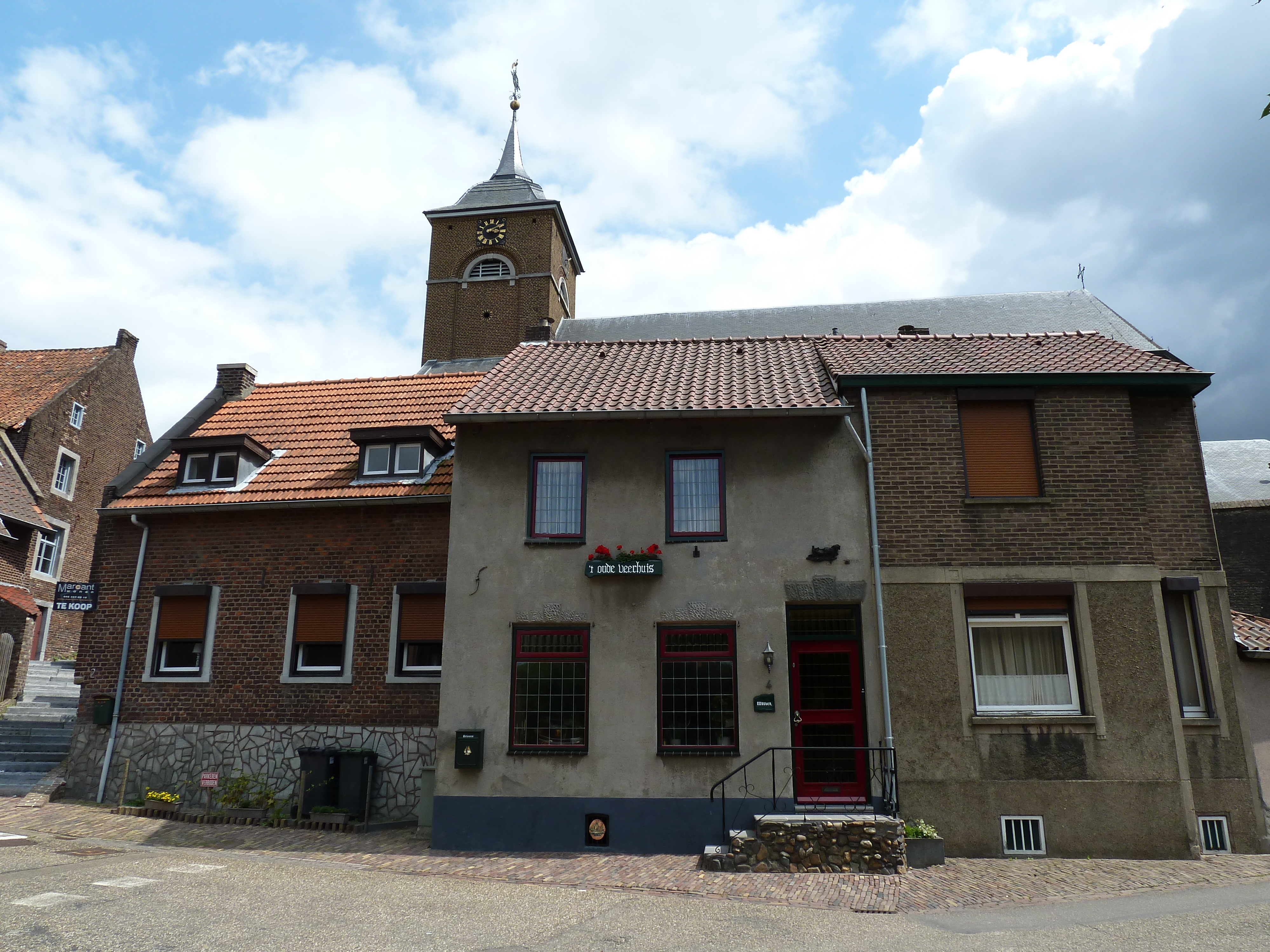
Urmonder Maasstraat
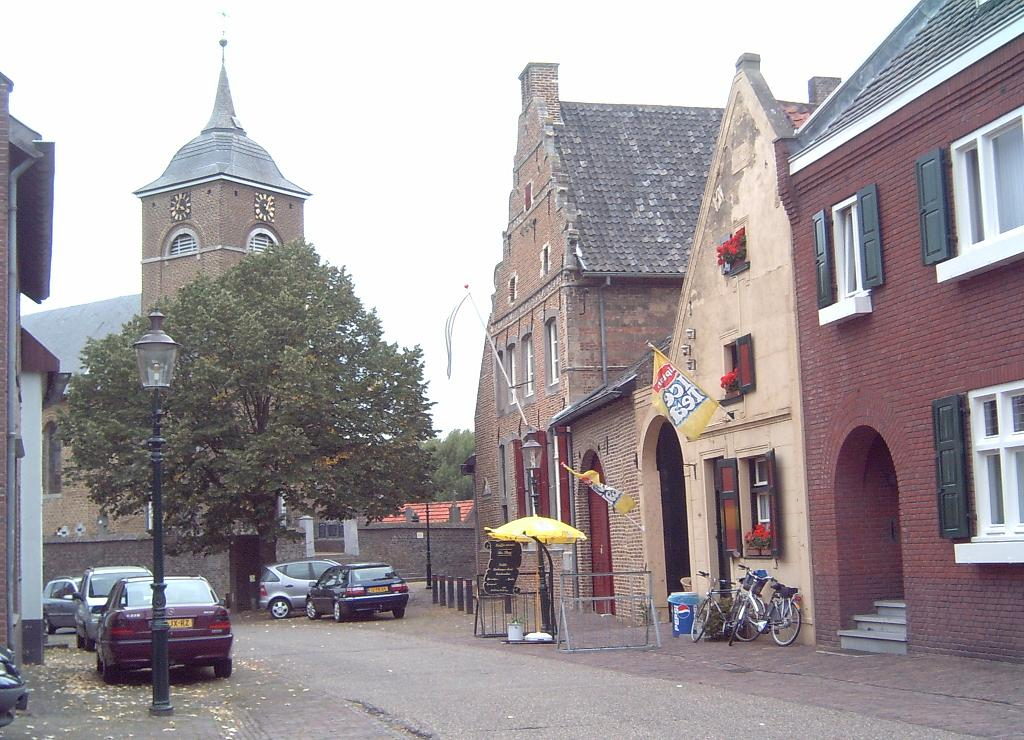
Grotestraat/Schippershuis
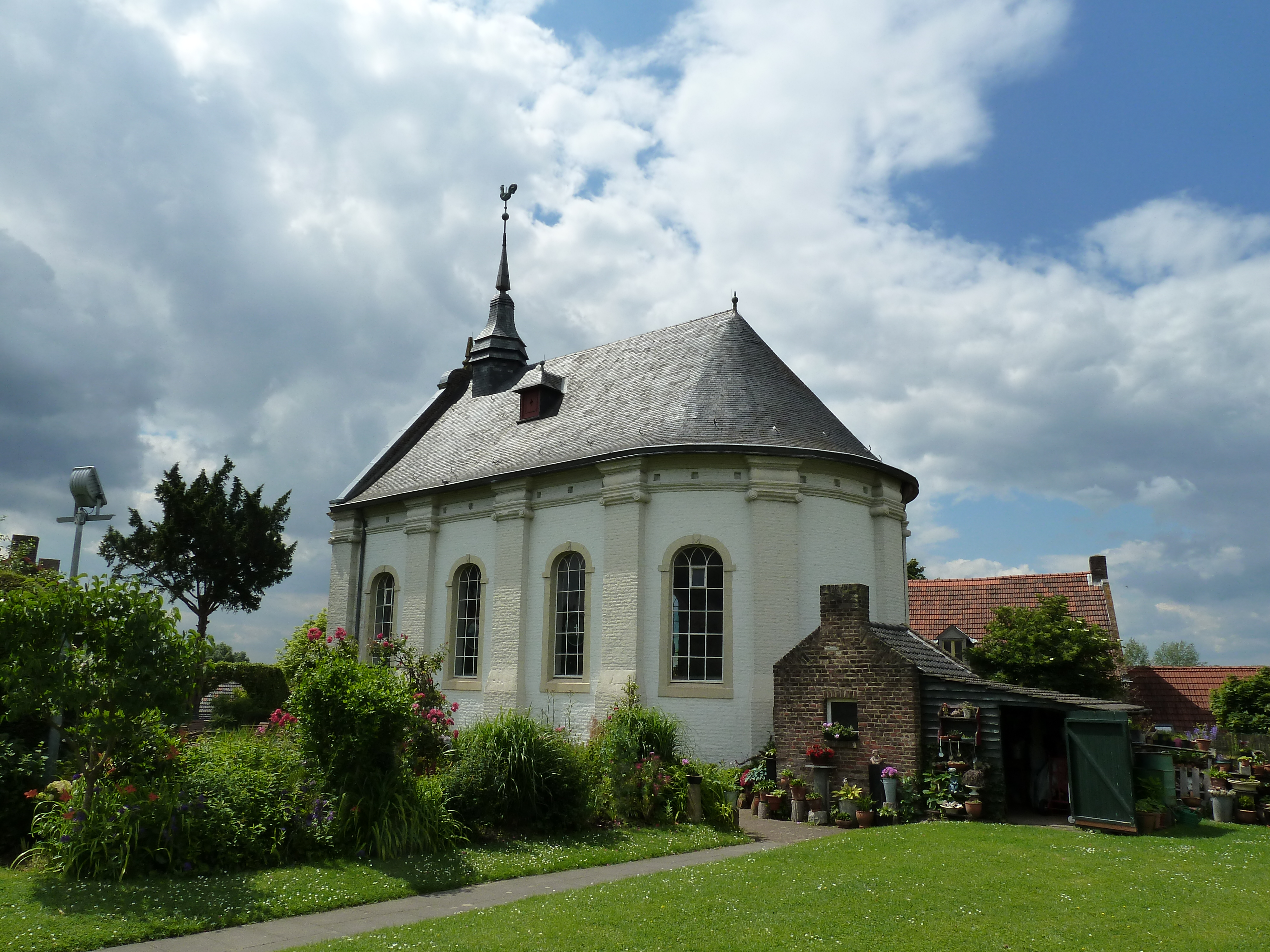
Hervormde kerk

## Aanwijzing tot rijksbeschermd gezicht
De procedure voor aanwijzing werd gestart op 25 juli 1968. Het gebied werd op 20 juli 1970 definitief aangewezen. Het beschermd gezicht beslaat een oppervlakte van 4,3 hectare.
Panden die binnen een beschermd gezicht vallen krijgen niet automatisch de status van beschermd monument. Wel zal de gemeente het bestemmingsplan aanpassen om nieuwe ontwikkelingen in het gebied te reguleren. De gezichtsbescherming richt zich op de stedenbouwkundige en cultuurhistorische waardering van een gebied en wil het toekomstig functioneren daarvan veiligstellen.
Het rijksbeschermd gezicht Urmond is een van de twee beschermde dorpsgezichten binnen de gemeente Stein.